# Темляков, Дмитрий Андреевич
Дмитрий Андреевич Темляков (1924 год, Рязанская область — ?) — командир расчёта 45-миллиметровой пушки 83-го гвардейского стрелкового полка, гвардии сержант — на момент представления к награждению орденом Славы 1-й степени.

## Биография
Родился 21 февраля 1924 года в селе Молочная Гора Кадомского района Рязанской области. Член ВКП/КПСС с 1950 года. Окончил 9 классов. С 1939 года жил в совхозе Каракол Пржевальского, Ак-Суйского района Иссык-Кульской области. В Великую Отечественную войну работал слесарем-инструментальщиком.
В Красной Армии с октября 1942 года. На фронте в Великую Отечественную войну с апреля 1943 года. Воевал на Юго-Западном и 3-м Украинском фронтах. Участвовал в боях на реке Северский Донец, Изюм-Барвенковской и Донбасской операциях, освобождении Запорожья и форсировании Днепра.
В ходе Никопольско-Криворожской операции наводчик 45-миллиметровой пушки 83-го гвардейского стрелкового полка гвардии сержант Темляков в составе расчёта 31 января 1944 года при прорыве обороны противника в районе села Базалук выкатил пушку на открытую позицию и подавил вражеское орудие, четыре огневые точки, чем содействовал успешному продвижению пехоты.
Приказом командира 27-й гвардейской стрелковой дивизии от 6 марта 1944 года за мужество, проявленное в боях с врагом, гвардии сержант Темляков награждён орденом Славы 3-й степени.
В боях с 20 по 22 марта 1944 года в районе села Ткачевка со своим расчётом огнём из противотанкового орудия уничтожил две огневые точки противника. 
Приказом по 83-му гвардейскому стрелковому полку от 30 марта 1944 года гвардии сержант Темляков награждён медалью «За отвагу».
После разгрома никопольско-криворожской группировки противника войска 8-й гвардейской армии освобождали южную Украину в ходе Березнеговато-Снигирёвской и Одесской операций. В июле 1944 года армия была переброшена на 1-й Белорусский фронт и участвовала в боях на ковельском направлении.
Командир расчёта 45-миллиметровой пушки Темляков с бойцами 18 июля 1944 года в схватке близ посёлка Мацеев прямой наводкой уничтожил пулемёт с прислугой, поджёг автомашину с боеприпасами, проделал проходы в проволочных заграждениях противника, истребил восемь солдат.
Приказом по 8-й гвардейской армии от 6 октября 1944 года гвардии сержант Темляков награждён орденом Славы 2-й степени.
В дальнейшем Д. А. Темляков форсировал Вислу и участвовал в боях на магнушевском плацдарме. Вновь отличился в ходе Висло-Одерской стратегической наступательной операции.
14 января 1945 года при прорыве глубоко эшелонированной обороны противника в районе населённого пункта Гловачув Темляков с подчинёнными, находясь в боевых порядках стрелковых подразделений, огнём из орудия вывел из строя три пулемёта, дзот, повозку с боеприпасами, много живой силы неприятеля.
Указом Президиума Верховного Совета СССР от 31 мая 1945 года за мужество, отвагу и героизм, проявленные в борьбе с захватчиками, гвардии сержант Темляков Дмитрий Андреевич награждён орденом Славы 1-й степени.
Войну закончил в Берлине. В 1947 году демобилизован. Жил в городе Пржевальск Иссык-Кульской области. Работал на инженером-экономистом на электротехническом заводе.
Награждён орденами Отечественной войны 1-й степени, Славы 1-й, 2-й и 3-й степени, медалями.
Почётный гражданин Кадомского района.